# Saint-Félix (Allier)
Saint-Félix ist eine französische Gemeinde mit 285 Einwohnern (Stand 1. Januar 2022) im Département Allier in der Region Auvergne-Rhône-Alpes (vor 2016 Auvergne). Sie gehört zum Arrondissement Vichy und zum Kanton Saint-Pourçain-sur-Sioule.

## Geografie
Saint-Félix liegt etwa elf Kilometer nordnordöstlich von Vichy. Umgeben wird Saint-Félix von den Nachbargemeinden Sanssat im Norden, Saint-Gérand-le-Puy im Nordosten und Osten, Magnet im Osten und Südosten, Seuillet im Süden sowie Billy im Westen.

## Bevölkerungsentwicklung
| Jahr                       | 1962 | 1968 | 1975 | 1982 | 1990 | 1999 | 2006 | 2011 | 2019 |
| Einwohner                  | 184  | 150  | 148  | 167  | 248  | 252  | 316  | 343  | 303  |
| Quellen: Cassini und INSEE |      |      |      |      |      |      |      |      |      |

## Sehenswürdigkeiten
- Kirche St-Félix, erbaut ab dem 12. Jahrhundert

## Weblinks

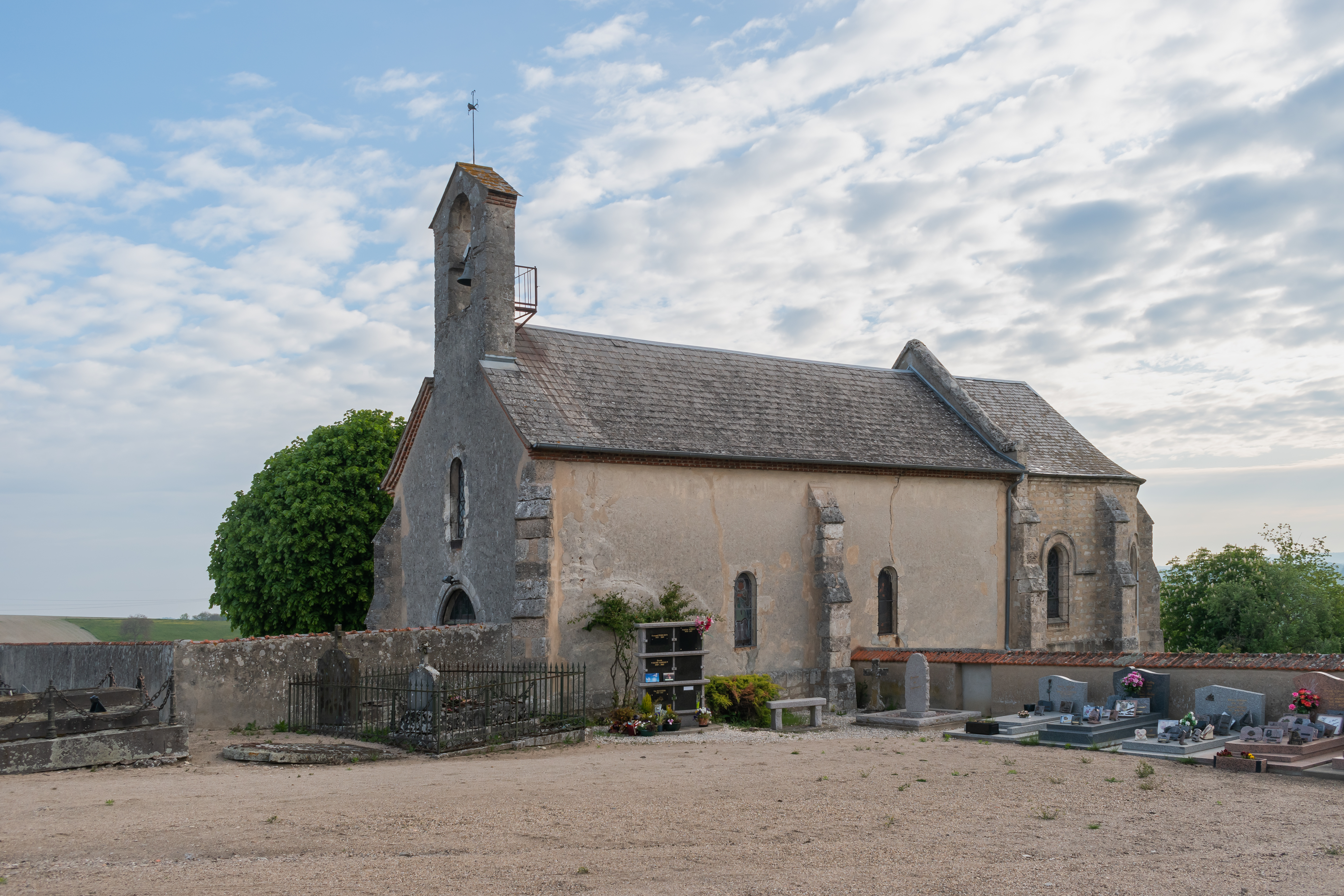
Kirche St-Félix